# Christos Zumis
Christos Zumis (gr. Χρήστος Ζούμης; ur. 1875 w Chalkidzie, data i miejsce śmierci nieznane) – grecki trójskoczek, olimpijczyk z Aten (1896).
Podczas Igrzysk w Atenach Zumis wystartował w trójskoku. Jego wynik jest nieznany. Wiadomo że było to miejsce szóste lub siódme.
Informacje o jego życiu są nieznane.